# Kyōsho
Ne pas confondre avec l'entreprise japonaise Kyosho.
Kyōsho` (杏所), de son vrai nom Tachihara Nin, surnom : Enkei et Jintarō, noms de pinceau : Kyōsho, Tyoken, Gyokusōsha et Kōanshōshi, est un peintre japonais des XVIIIe et XIXe siècles. Né en 1785, il meurt en 1840.

## Biographie
Kyōsho est un peintre de l'école de Nanga (peinture de lettré). Samouraï du domaine de Moriyama, au Japon, il est l'élève de Tani Bunchō et peint des paysages, des fleurs et des oiseaux. C'est un ami de Kazan et de Chinzan. Comme Tsubaki Chinzan et toute une pléiade d'artistes peintres, il subit l'influence de Kazan en s'employant à acclimater au Japon les diverses tendances de la peinture occidentale.